# Affirmation (musikalbum)
Affirmation är den australiska popduon Savage Gardens andra och sista studioalbum, utgivet den 9 november 1999. Det innehåller flera hits, bland andra "I Knew I Loved You", "Crash and Burn" och "Animal Song". Låtarna är skrivna av Darren Hayes och Daniel Jones.

## Låtförteckning
1. "Affirmation" – 4:56
2. "Hold Me" – 4:50
3. "I Knew I Loved You" – 4:10
4. "The Best Thing" – 4:19
5. "Crash and Burn" – 4:41
6. "Chained to You" – 4:08
7. "The Animal Song" – 4:39
8. "The Lover After Me" – 4:50
9. "Two Beds and a Coffee Machine" – 3:27
10. "You Can Still Be Free" – 4:18
11. "Gunning Down Romance" – 5:34
12. "I Don't Know You Anymore" – 3:50
13. "The Animal Song (Hector Hex Club Mix)" (bonusspår på den australiska utgåvan)